# Joachim Nehring
Joachim Nehring (* 12. August 1903 in Danzig; † 20. Februar 1991 in Grüntal-Frutenhof (Freudenstadt)) war ein deutscher Journalist. Zur Zeit des Nationalsozialismus war er Kreishauptmann im deutsch besetzten Polen. In der Bundesrepublik Deutschland war er in der rechtsextremen Szene aktiv.

## Leben
Nehring wurde 1919 Mitglied im Deutschnationalen Jugendbund und war Hauptschriftleiter der Deutsch-Nationalen Jugendzeitung. Bis 1922 war er Mitglied der Deutschnationalen Volkspartei (DNVP). Er wurde 1921 Freikorps-Mitglied, studierte bis 1924 drei Semester Volkswirtschaft und Geschichte in Dresden sowie Danzig und brach das Studium ab. Von 1924 bis 1927 war Nehring der Danziger Korrespondent für die Deutsche Zeitung, Deutsche Tageszeitung und Kreuzzeitung, ab 1928 Schriftleiter der Deutschen Zeitung in Berlin. Von 1933 bis 1937 war er beim Deutschen Nachrichtenbüro in Danzig angestellt, von wo er nach Königsberg wechselte.
Er trat zum 1. Mai 1932 der NSDAP bei (Mitgliedsnummer 1.145.444) und wurde am 10. Juni 1933 Mitglied der SS, in der er bis zum SS-Untersturmführer aufstieg. Bis Anfang 1933 war er stellvertretender Vorsitzender des Deutschen Ostmarkenvereins gewesen.
Nach Ausbruch des Zweiten Weltkrieges war Nehring zunächst Soldat bei der Wehrmacht. Mit Einrichtung des Generalgouvernements in Polen war er ab Januar 1940 Referent in der Pressestelle unter Hans Frank. Ab Mai 1941 war er beim Kreishauptmann Egon Höller im Landkreis Krakau-Land eingesetzt. Ab August 1941 war er Stellvertreter des Kreishauptmanns Wilhelm Rebay in Kamionka Strumiłowa im Distrikt Galizien, den er zum 1. Januar 1943 ablöste. Gouverneur in Galizien war in dieser Zeit Otto Wächter.
Dass Nehring über die Judenaktionen im Voraus informiert war, ist, wie bei einer Reihe anderer Kreishauptleute, belegt. Als Kreishauptmann von Kamionka ließ Nehring auf Bitte des SS- und Polizeiführers Fritz Katzmann, der die gewaltsamen Räumungen der Ghettos vorgenommen hatte, am 7. Juni 1943 die Auflösung der Ghettos in seinem Verwaltungsbereich bekanntgeben:

„1/Die auf Grund der Polizeiverordnung über die Bildung von Judenwohnbezirken in den Distrikten Radom, Krakau und Galizien vom 10.11.1942 in Busk und Sokal errichteten Judenwohnbezirke sind aufgelöst worden. Damit ist das gesamte Gebiet der Kreishauptmannschaft Kamionka judenfrei geworden. 2/Somit werden Juden, die sich noch im Gebiet der Kreishauptmannschaft Kamionka Strumilowa einschließlich der früheren jüdischen Wohngebiete aufhalten, gemäß § 2 und § 3 der o.a. Polizeiverordnung mit dem Tode bestraft. Ebenso wird bestraft, wer einem Juden wissentlich Unterschlupf gewährt, d. h. wer insbesondere Juden unterbringt, beköstigt oder verbirgt. Gegen denjenigen, der davon Kenntnis erhält, daß ein Jude sich unbefugt außerhalb eines Judenbezirks aufhält und der Polizei nicht Meldung erstattet, werden sicherheitspolizeiliche Maßnahmen ergriffen.“

Ab Juni 1944 betreute er ukrainische Nationalisten, die vor der Roten Armee nach Preßburg in die Slowakei geflohen waren. Bei Kriegsende war Nehring Soldat der 14. Waffen-Grenadier-Division der SS (galizische Nr. 1) und geriet zunächst in Kriegsgefangenschaft. Von August 1945 bis September 1946 befand sich Nehring in Internierungshaft, aus der er fliehen konnte. Damit konnte er einer Auslieferung an die Volksrepublik Polen gemäß der Moskauer Deklaration, nach der nationalsozialistische Verbrecher an den Ort ihrer Verbrechen zu überstellen waren, entkommen.
In der Sowjetischen Besatzungszone wurde seine Schrift Danzig (Beyer, Langensalza 1932) auf die Liste der auszusondernden Literatur gesetzt.
Nehring gab 1949 die neonazistische Zeitschrift Der Scheinwerfer heraus, die von der amerikanischen Besatzungsbehörden nicht lizenziert war und deshalb 1950 verboten wurde. Bei der Entnazifizierung wurde er im Oktober 1950 von der Münchener Spruchkammer als Belasteter eingestuft und zu vier Jahren Arbeitslager (die er allerdings aufgrund des Straffreiheitgesetzes nie verbüßen musste) und lebenslangem Schreibverbot verurteilt. Nehring hat als Antwort darauf 1951 die Broschüre Neo-Nazismus? – Der Scheinwerfer-Prozeß vor der Hauptspruchkammer München herausgegeben. Die Broschüre umfasst 56 Seiten und war mit einem schwarz-weiß-roten Umschlag versehen. Nehring merkte an, dass „Fachleute“ diese Publikation als „eine gute Waffe im Kampfe gegen das derzeitige System“ beurteilten.
Nehring war Geschäftsführer des „Bundes Deutscher Einheit“, gab Schriften und den „Informationsbrief“ heraus und war Inhaber des „Arminius Verlages“. Er gab die Zeitschrift Militärpolitisches Forum heraus, die ab 1956 als Nationalpolitisches Forum weitergeführt wurde. Ab 1955 war er auch Mitarbeiter der Deutschen Nationalzeitung. Unter den Vertriebenenpolitikern war er Vertreter für Danzig-Westpreußen in der „Notverwaltung des Deutschen Ostens“ (NDO). Seinen Lebensunterhalt verdiente er auch als Übersetzer einiger französischer Kriminalromane, die vornehmlich im Heyne Verlag erschienen, so die Autoren Pierre Boileau, François Dormont, Frédéric Dard, Philippe Jullian, Jean Bruce und 1966 erschien in seiner Übersetzung der Maigret-Roman Maigret unter den Anarchisten von Georges Simenon. Im Dezember 1959 bat Nehring erfolglos um politisches Asyl in der DDR, nachdem er an einer Tagung des Nationalrats der Nationalen Front in Ost-Berlin teilgenommen hatte.
Vom 19. März 1965 bis 26. Mai 1965 war er in Untersuchungshaft, am 24. März wurde er zu seiner Tätigkeit in Galizien vernommen. Ein Ermittlungsverfahren der Staatsanwaltschaft Stade aus dem Jahr 1978 endete am 24. August 1981 beim Landgericht Stade mit einem Freispruch.
Mit Otto Ernst Remer gründete er 1983 „Die Deutsche Freiheitsbewegung e. V.“ (DDF) und wurde ihr stellvertretender Vorsitzender, er überwarf sich aber mit Remer und schied bereits 1983 wieder aus.

## Schriften
- Schwarzbuch Bonn : Grundlagen e. nationalen Politik , Freudenstadt-Frutenhof : J. Nehring, 1983.
- Neo-Nazismus? Der „Scheinwerfer“-Prozess vor der Hauptspruchkammer München., E. Hippe : München 1951.
- Danzig, Langensalza : Beyer 1932.
- Polnische Netze über Danzig, Berlin-Schöneberg 1932.